# Vital de Bayeux
Vital de Bayeux también Vital de Canterbury (latín: Vitalis) fue uno de los tres caballeros normandos del siglo XI mencionados en el Libro Domesday de 1086 y representado en el Tapiz de Bayeux como militar que acompañó a Guillermo II de Normandía en la conquista de Inglaterra. El nombre es normando, posiblemente un vasallo de Odón de Bayeux. Se le conoce actividad con el caballero Wadard, antes de la conquista en Normandía, como vasallos del obispo Odón. De hecho Vital también gestionaba feudos del obispo en Caen.

## Tapiz de Bayeux
Vital aparece ocupando un papel prominente en el tapiz con armadura, montado sobre un caballo, totalmente equipado para la guerra y aparentemente encabezando una tropa de caballería, presunta avanzadilla para indicar al Duque Guillermo la situación del ejército del rey Harold. La inscripción del tapiz cita:
Hic Willelm: Dux interrogat Vital: si divisset exercitum Haroldi (Aquí está William: El duque pregunta a Vital: si hubiera avistado el ejército de Harold).

## Libro Domesday
En el Libro Domesday, Vital aparece citado como Vital de Canterbury como subarrendatario de Odón de Bayeux, de importantes propiedades y algunas marismas, y administrador de feudos en Kent y del hijo de Turold de Rochester en Essex. A diferencia de Turold de Rochester, fue un administrador menor de las propiedades del obispo.